# سيسيليا إيستلاندر
سيسيليا إيستلاندر (بالفنلندية: Cecilia Estlander) مواليد 26 فبراير 1992 في هلسنكي، هي لاعبة كرة مضرب فنلندية. أعلى تصنيف لها في الفردي كان 956. أعلى تصنيف لها في الزوجي كان 878.

## النهائيات

### الزوجي (0–1)
| الحصيلة | الرقم | التاريخ      | الدورة           | الأرضية | الشريك          | المنافس                           | النتيجة       |
| ------- | ----- | ------------ | ---------------- | ------- | --------------- | --------------------------------- | ------------- |
| الوصافة | 1.    | 23 مايو 2011 | بوخارست، رومانيا | ترابية  | كاتارينا نيجرين | لورا أيوانا أندريه كاميليا هريستي | 6–7(5–7), 1–6 |

## روابط خارجية
- سيسيليا إيستلاندر على موقع رابطة محترفات التنس (الإنجليزية)
- سيسيليا إيستلاندر على موقع الاتحاد الدولي لكرة المضرب (الإنجليزية)
- سيسيليا إيستلاندر على موقع كأس بيلي جين كينغ (الإنجليزية)
- سيسيليا إيستلاندر على موقع خلاصة التنس.كوم (الإنجليزية)